# Søren Jessen bibliografi
Bibliografi for Søren Jessen.

## Andet arbejde
Har bidraget med novelle eller uddrag af romaner til forskellige bøger og blade. Her er et udpluk:
- 2000 – Flaksende hjerter. Dag Nul. (Tøkk)
- 2004 – Gid du brækker benene! Min ven Sofus. (Alinea)
- 2004 – Gyselige fortællinger. Uddrag fra Stilhedens Hav. (Gyldendal)
- 2005 – Godnathistorier for dig. Den stribede pyjamas. (DR)
- 2006 – Drenge. Abefest. (Bagland)
- 2006 – Guldnæsen. Tom og Urmageren og kysten. (Høst & Søn)
- 2007 – Pigen uden arme. Hemmeligheden. (Alinea)
- 2008 – Nordlys 6. Helt af sig selv. (Gyldendal)
- 2009 – Helge der ik' ku' vælge. Kunstmaleren og kassedamen. (Alinea)
- 2009 – Rejsen. Hvor de høje huse er. (Forfatterforeningen)
- 2009 – Stjernebilleder. Elektrisk og Helt af sig selv. (Dansklærerforeningens forlag)
- 2010 – Komplet umuligt. Komplet umuligt. (Dansklærerforeningens forlag)
- 2010 – d'dansk - 5. klasse. Større dybder. (Alinea)
- 2010 – Fandango 6. Kiks. (Gyldendal)
- 2011 – Styr på læsning 8. - 9. klasse. Tom. (Gyldendal)
- 2011 – d'dansk - 6. klasse. Afvigelser. (Alinea)
- 2011 – Ned i novellen.Elektrisk og Helt af sig selv. (Dansklærerforeningens forlag)
- 2013 – Ud&Se - april 2013. Blyfornemmelser. (DSB)
- 2013 – Heksens briller - en eventyrantologi. Låsby. (Ordet fanger)
- 2014 – Læseraketten. Sort som natten. (IBIS)
- 2014 – Læs genrer med CL. Fra hinanden. (Gyldendal)

## Har illustreret følgende bøger af andre forfattere
- 1991 – Et pust af midnat, af Sid Fleischman
- 1993 – Rasmus og Øffe, af Anders Johansen
- 1993 – Gnæk og knæk, af Mette Tine Bruun
- 1998 – Nej, sagde Kaj, af Peter Mouritzen
- 1998 – Y som Yrsa, af Sys Matthiesen
- 1998 – Alene i natten, af Sys Matthiesen
- 1998 – Den sorte borg, af Sys Matthiesen
- 1998 – På tur i cyberspace, af Sys Matthiesen
- 1999 – Sune bliver narret, af Sys Matthiesen
- 1999 – Sune får en søster, af Sys Matthiesen
- 1999 – Sune går til judo, af Sys Matthiesen
- 1999 – Sune i det høje træ, af Sys Matthiesen
- 1999 – Er her nogen? af Sys Matthiesen
- 1999 – Klassens nye pige, af Sys Matthiesen
- 2000 – Gider ikke! af Peter Mouritzen
- 2000 – Hvordan man får sin kamel til tandlægen, af Sally Altschuler
- 2000 – Kaninlandet, af Birgitte Lillesø m.fl.
- 2000 – Snus finder en skat, af Birgitte Lillesø
- 2000 – Snus lærer at flyve, af Tina Rosendahl
- 2000 – Tour de France, af Bent B. Nielsen
- 2000 – Sune i Peru, af Sys Matthiesen
- 2000 – Sune og den hvide lama, af Sys Matthiesen
- 2000 – Sunes haj, af Sys Matthiesen
- 2000 – Sune ser en vampyr, af Sys Matthiesen
- 2001 – Bummelum, af Peter Mouritzen
- 2004 – Knorken, af Peter Mouritzen
- 2007 – Danser med djævle, af Peter Mouritzen
- 2008 – Gok Goliat! af Peter Mouritzen
- 2009 – Jumbojet, af Heinz Janisch
- 2009 – Stygge streger, af Louis Jensen
- 2010 – Huset med de syltede hjerter, af Peter Mouritzen
- 2013 – Lilja lader det sne, af Heinz Janisch
- 2015 – Kopierne, af Jesper Wung-Sung (graphic novel)
- 2017 – Forvandlingen, af Franz Kafka (graphic novel)